# Münchham
Münchham ist ein Gemeindeteil und eine Gemarkung der Gemeinde Ering im niederbayerischen Landkreis Rottal-Inn.

## Lage
Das Pfarrdorf Münchham liegt etwa dreieinhalb Kilometer nordwestlich von Ering im Kirntal in einer Höhenlage von 387 Metern.

## Geschichte
Münchham war zur Zeit des Herzogtums und Kurfürstentums Bayern eine Obmannschaft in der Herrschaft Ering-Frauenstein der Reichsgrafen von Paumgarten. Die alte Pfarrei wurde 1383 dem Kloster Asbach inkorporiert und ist nach dessen Auflösung seit 1806 wieder selbstständig. Die Gemeinde Münchham wurde mit dem zweiten Gemeindeedikt von 1818 geschaffen.
Die Schule von Münchham war ursprünglich in einem hölzernen Mesnerhaus in der Mitte des Dorfes untergebracht. 1865/66 entstand ein zweistöckiger Neubau, der ebenfalls zugleich als Schul- und Mesnerhaus diente. Am 12. September 1904 wurde ein neues Schulhaus eingeweiht, doch bald darauf folgte die Auflösung der Schulstelle Münchham.
Am 1. Januar 1971 kam die Gemeinde Münchham im Rahmen der Gebietsreform in Bayern zu Ering.

## Sehenswürdigkeiten
- Die spätgotische Pfarrkirche St. Mauritius wurde 1491 von Hans Wechselperger erbaut. Sie hat eine Rokokoeinrichtung mit einem Hochaltar um 1740 und Seitenaltären um 1750. Die Kanzel ist aus der Zeit der Spätrenaissance und entstand in der ersten Hälfte des 16. Jahrhunderts.
- Der ehemalige Pfarrhof wurde 1804 erbaut und wird jetzt als Jugendtagungshaus verwendet.
- In den Obstwiesen um Münchham gedeiht wild die Frühlingsknotenblume. Ein Teil des Bestandes gehört zum Naturdenkmal „Schneeglöckerlau“.
- In dem historischen Wirtshaus „Staffewirt“ wurden Szenen des bekannten Spielfilms Herbstmilch gedreht.